# شهرآورد شصت و نهم تهران
 شهرآورد شصت و نهم تهران، رقابتی است که در مهر ماه سال ۱۳۸۹ در هفته یازدهم دور رفت مسابقات لیگ برتر فوتبال ایران بین دو تیم استقلال تهران و پرسپولیس تهران در ورزشگاه آزادی، تهران برگزار شده‌است.

## شرح بازی
ديدار تيم های استقلال و پرسپولیس از ساعت ۱۵ در ورزشگاه آزادی با حضور بيش از ۹۸ هزار نفر با قضاوت مسعود مرادی آغاز شد.
شروع اين مسابقه با هيجان و حمله پرسپوليسي ها همراه بود. دقيقه ۶ بازي محمد نوري توانست دروازه استقلال را باز كند اما بلافاصله كمك داور دوم بازی(مرتضی كريمی) اين گل را به دليل آفسايد مردود اعلام كرد. 
كمی بعد از اين گل نوبت به استقلالی ها شد تا حملات خود را آغاز كنند. آبی پوشان صاحب موقعيت های خوبی هم شدند اما آرش برهانی دو فرصت و ميلاد ميداودی فرصت ديگری را از دست دادند. در دقايقی از بازی كه مدت كمي هم نبود فرصت چندانی روي دروازه هاي حريف خلق نشد. 
نيمه دوم بازی با شوتي كه ميلاد ميداودی به سمت دروازه پرسپوليس زد گرم شد. در جريان بازی شاگردان دايی در چند نوبت موقعيت های خوب خود را از دست دادند. در ادامه اين رقابت دو تيم بازی پاياپایی را دنبال كردند. شاگردان دايی در دقايق پايانی بازی حملات همه جانبه اي روی دروازه استقلال ايجاد كرده بودند که ثمری برای تیم پرسپولیس نداشت. 
با اینكه اين پرسپوليس بود كه حمله می كرد اما اين شاگردان پرویز مظلومی بودند كه در دقيقه ۹۰+۱ توسط فرهاد مجيدي به گل رسيدند تا به این ترتیب استقلال پس از پنج سال پیروز رقابت های شهرآورد گردد.

### اتفاقات بازی
دقیقه ۳ : اولين فرصت گلزني مسابقه روي دروازه استقلال ايجاد شد. هادی نوروزی در سومين دقيقه، فرار خوبي داشت و در آستانه تك به تك شدن با محمد محمدی دروازه‌بان استقلال بود اما سوت مسعود مرادي بازي را متوقف كرد. او به نشانه‌ي خطاي مهاجم پرسپوليس در سوت خود دميد. به عقيده داور سفيدپوش مسابقه، مهاجم سرخ‌پوشان با خطا روي مدافع استقلال براي خود ايجاد موقعيت كرده بود.
دقیقه ۵ : نخستين ضربه ايستگاهي نيز روي دروازه استقلال ايجاد شد. خطاي آندره لوئیز روی امیرحسین فشنگچی در سمت چپ دروازه آبی ها باعث شد تا نخستين ضربه آزاد روي دروازه‌ها به سود سرخ‌پوشان اعلام شود.
دقیقه ۶ : نخستين ضربه كرنر مسابقه نيز به سود شاگردان علی دايی اعلام شد. محمد نوری بحث‌برانگيزترين صحنه مسابقه را در ششمين دقيقه نيمه نخست رقم زد. بازيكن خط ميانی پرسپوليس در يك رفت و برگشت توپي را كه در برخورد به تير دروازه استقلال به زمين مسابقه بازگشته بود، وارد دروازه محمد محمدی كرد اما مرتضی کریمی كمك داور دوم مسابقه، در تصميمی بحث‌برانگيز به نشانه آفسايد، پرچم خود را بالا برد. به اين ترتيب گل سرخ‌پوشان از سوي مرادی و دستيارانش پذيرفته نشد.
دقیقه ۸ : نخستين موقعيت گل‌زنی براي استقلال با بي‌دقتی آرش برهانی در مقابل دروازه علیرضا حقیقی از دست رفت.
دقیقه ۱۰ : میلاد میداوودی با فرار خوب خود توانست خودش را در موقعيت مناسبي قرار دهد اما توپ ناخواسته پله شد و ضربه ميداوودي به زير توپ خورده و با فاصله از بالاي دروازه سرخ‌ها به هوا رفت.
دقیقه ۱۲ : فرار و پاس فرهاد مجیدی، فرزاد آشوبی را در موقعيت گل‌زني قرار داد اما بي‌دقتی آشوبی اجازه نداد تا استقلال از اين موقعيت بهره ببرد.
دقیقه ۱۸ : آرش برهانی در موقعيتي تك به تك  نتوانست توپ را از سنگربان سرخ‌پوشان عبور داده و وارد دروازه اين تيم كند.
دقیقه ۴۷ : شوت از راه دور  ميداوودی به شكلی خطرناك از كنار دروازه پرسپوليس به بيرون رفت.
دقیقه ۵۰ : مهاجمان پرسپوليس با تعلل در مقابل دروازه استقلال  موقعيت گل‌زنی را از دست دادند. 
دقیقه ۶۳ : پاس به بيرون غلامرضا رضایی، امیرحسین فشنگچی را كه در پشت دفاع استقلال جاگيری كرده بود، در موقعيت خوبی قرار داد اما آندره لوئيز توپ مهاجم پرسپوليس را دفع كرد.
دقیقه ۷۳ : هادی نوروزی در موقعيت تك به تك قرار گرفت اما محمد محمدی با واكنش خوب خود ناجي دروازه تيمش شد.
دقیقه ۸۸ : شوت از راه دور غلامرضا رضایی به شكلي خطرناك از كنار دروازه استقلال به بيرون رفت.
دقیقه ۱+۹۰ :  ضربه فرهاد مجیدی، بيست و يكمين پيروزي استقلال را در داربي تهران رقم زد.

## اتفاق ویژه
كاپيتان استقلال فرهاد مجیدی در دقیقه ۱+۹۰ بيست و يكمين برد استقلال را در شهرآورد پايتخت رقم زد. پاس پشت دفاع مجتبی جباری، فرهاد مجيدی را در موقعيت مناسبی قرار داد. كاپيتان استقلال از كندی خط دفاع پرسپوليس و شیث رضایی نهايت بهره را برد و از سمت چپ محوطه جريمه پرسپوليس خود را به دروازه حقيقی نزديك كرد و توپ را دور از دست‌های دروازه‌بان پرسپولیس به تير دور فرستاد که منجر به گل پیروزی بخش استقلال شد. این اتفاق منجر به پدید آمدن شعار معروف سال هشتاد و نه، تو دربی شصت و نه، شیث رضایی دنبال فرهاد بدو، آی بدو آی بدو توسط هواداران باشگاه استقلال گردید.

## جزئیات مسابقه
| استقلال                                               | ۱ – ۰ | پرسپولیس                      |
| ----------------------------------------------------- | ----- | ----------------------------- |
| رحمتی '۴۲ · منتظری '۴۳ · میداوودی '۴۵+۱ · مجیدی ۱+۹۰' |       | شیری '۲۰ بادامکی '۲۶ محمد '۷۹ |

| استقلال:     |                 |     |
|              |                 |     |
| ۲۲           | محمد محمدی      |     |
| ۳            | مهدی امیرآبادی  |     |
| ۳۳           | پژمان منتظری    |     |
| ۱۶           | آندره لوئیز     |     |
| ۲            | امیرحسین صادقی  |     |
| ۱۷           | فرزاد آشوبی     |     |
| ۱۴           | کیانوش رحمتی    |     |
| ۳۲           | ایمان مبعلی     | '۶۷ |
| ۷            | فرهاد مجیدی (ک) |     |
| ۹            | آرش برهانی      | '۶۸ |
| ۱۰           | میلاد میداوودی  |     |
| تعویضی‌ها:    |                 |     |
| ۸            | مجتبی جباری     | '۶۷ |
| ۲۳           | اميد روانخواه   | '۶۸ |
| سرمربی:      |                 |     |
| پرویز مظلومی |                 |     |

| پرسپولیس: |                                      |     |
|           |                                      |     |
| ۱         | علیرضا حقیقی                         |     |
| ۱۱        | حسین بادامکی                         | '۸۳ |
| ۲         | علیرضا محمد                          |     |
| ۲۳        | امیرحسین فشنگچی                      | '۶۸ |
| ۴         | مجتبی شیری                           | '۶۰ |
| ۹         | مازيار زارع                          |     |
| ۱۳        | شیث رضایی (ک) (کاپیتان تا دقیقه ۸۳)  |     |
| ۲۶        | حمیدرضا علی‌عسگری                     |     |
| ۱۴        | محمد نوری                            |     |
| ۱۰        | غلامرضا رضایی                        |     |
| ۲۴        | هادی نوروزی                          |     |
| تعویضی‌ها: |                                      |     |
| ۲۰        | علیرضا نورمحمدی                      | '۶۰ |
| ۱۶        | محمد منصوری                          | '۶۸ |
| ۶         | کریم باقری (ک) (کاپیتان از دقیقه ۸۳) | '۸۳ |
| سرمربی:   |                                      |     |
| علی دایی  |                                      |     |

| مقامات رسمی مسابقه - کمک داورها: - حسن کامرانی‌فر - مرتضی کریمی - داور چهارم: - سعید مظفری‌زاده - کمک داور ذخیره: - سعید علی‌نژادیان | قوانین بازی - ۹۰ دقیقه - بدون زمان اضافه یا ضربات پنالتی - تنها سه تعویض |